# Nieuwe Badkapel
De Nieuwe Badkapel is een kerk van de Protestantse gemeente te Scheveningen. De Nieuwe Badkapel staat op de hoek van de Nieuwe Duinweg en de Nieuwe Parklaan in Den Haag.

## Het gebouw
Nadat de kerk van de hervormde gemeente op het Gevers Deynootplein was afgebroken voor de herinrichting van het plein, kreeg de Scheveningse kerkgemeente van de gemeente Den Haag een stuk grond aan de Nieuwe Parklaan om een nieuwe kerk te bouwen. De Nieuwe Badkapel werd gebouwd in 1916, en is uit baksteen opgetrokken. Aan de voorgevel zijn twee torens met een ronde bovenkant. Het ontwerp van de Scheveningse architect W.Ch. Kuijper is in rationalistische stijl, met invloeden van H.P. Berlage en jugendstil. De basisvorm is als een Grieks kruis, waarbij de armen gelijke lengte hebben. Het kerkgebouw is aangewezen als Rijksmonument met nummer 452745.

#### Interieur
Het interieur van de kerk is ruim en licht. De plafonds zijn houten tongewelven, waaraan zeven koperen lampen hangen. De grote rondboogramen hebben een neorenaissance stijl. Vroeger was er een koninklijke loge, maar die stoelen zijn verwijderd en staan nu in het Schevenings Museum. Koningin Wilhelmina kwam hier regelmatig met haar ouders en dochter. De kerkbanken zijn in de jaren 60 vernieuwd en bieden plaats aan 700 personen. In 1989 werden een nieuw avondsmaaltafel, doopvont, lessenaar en stoel voor de predikant ontworpen. De ruimte wordt ook voor seculiere evenementen gebruikt.

#### Orgel
De eerste jaren heeft de kerk een noodorgel van de Fa Van Gelder gebruikt. Boven de preekstoel is in 1926 het eigen orgel geplaatst. Een deel van dat orgel is van orgelbouwer P. van Dam & Zn uit Leeuwarden, hij ging echter failliet zodat het orgel afgemaakt werd door de Fa Van Leeuwen. De houten kast is in 1973 gemaakt door van der Zwan, in 1982 werd een restauratie uitgevoerd door Tiggelman. In 2021 werd het orgel opnieuw gerestaureerd door Slooff Orgelbouw.

#### Restauratie
Tussen 2012-2014 heeft de laatste restauratie plaatsgevonden waarbij twee rondboogvensters, het voegwerk, zandsteen in de torens en -arcade alsmede delen van het leien dak onder handen werden genomen.

## Lijst van predikanten
- 1916-1927: ds. Hermanus Jacobus de Zwart
- 1928-1946: ds. Arend Offeringa
- 1942-1947: ds. Rudolf Barteld Evenhuis
- 1948-1959: ds. Herman Otto Molenaar (Wijkgemeente III - Maranatha)
- 1950-1975: ds. H.J. van Heerden (Wijkgemeente IV - Belgisch Park)
- 1959-1983: ds. Johannes Hendricus Hartzheim
- 1983-2010: ds. Leo Jan de Leeuw
- 2006-2015: ds. Henk Jan van Haarlem
- 2010-2014: ds. A.R. De Meij Mecima
- 2013-    : ds. Charlotte van der Leest

## Trivia
- Architect Kuijper bouwde hierna de Hervormde Adventskerk in Alphen aan den Rijn. De eerste steen werd gelegd op 11 april 1921, vijftien maanden later werd de kerk ingewijd.

## Afbeeldingen

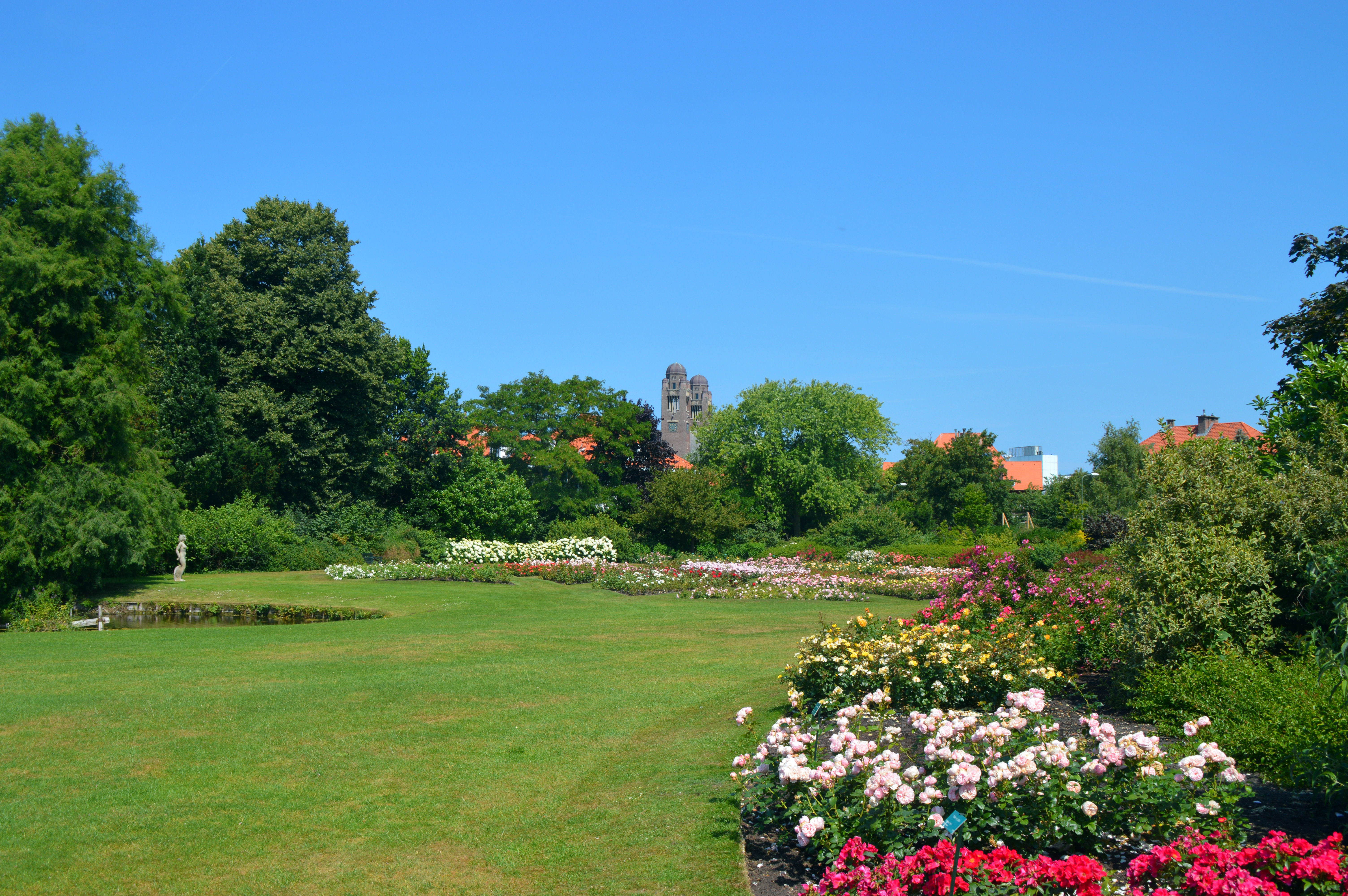
Rozenbedden in het Rosarium van het Westbroekpark. Op de achtergrond de Nieuwe Badkapel
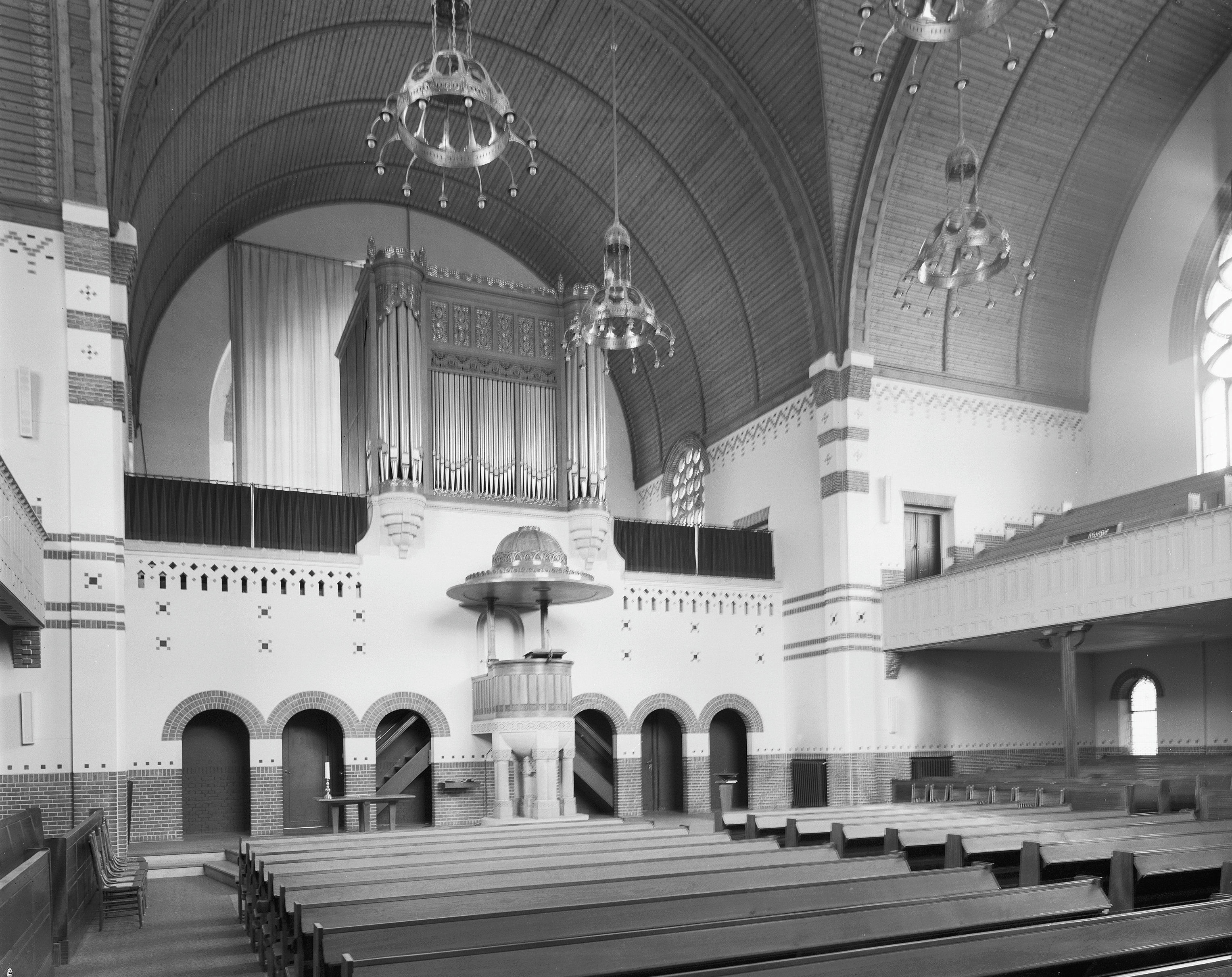
Preekstoel en orgel
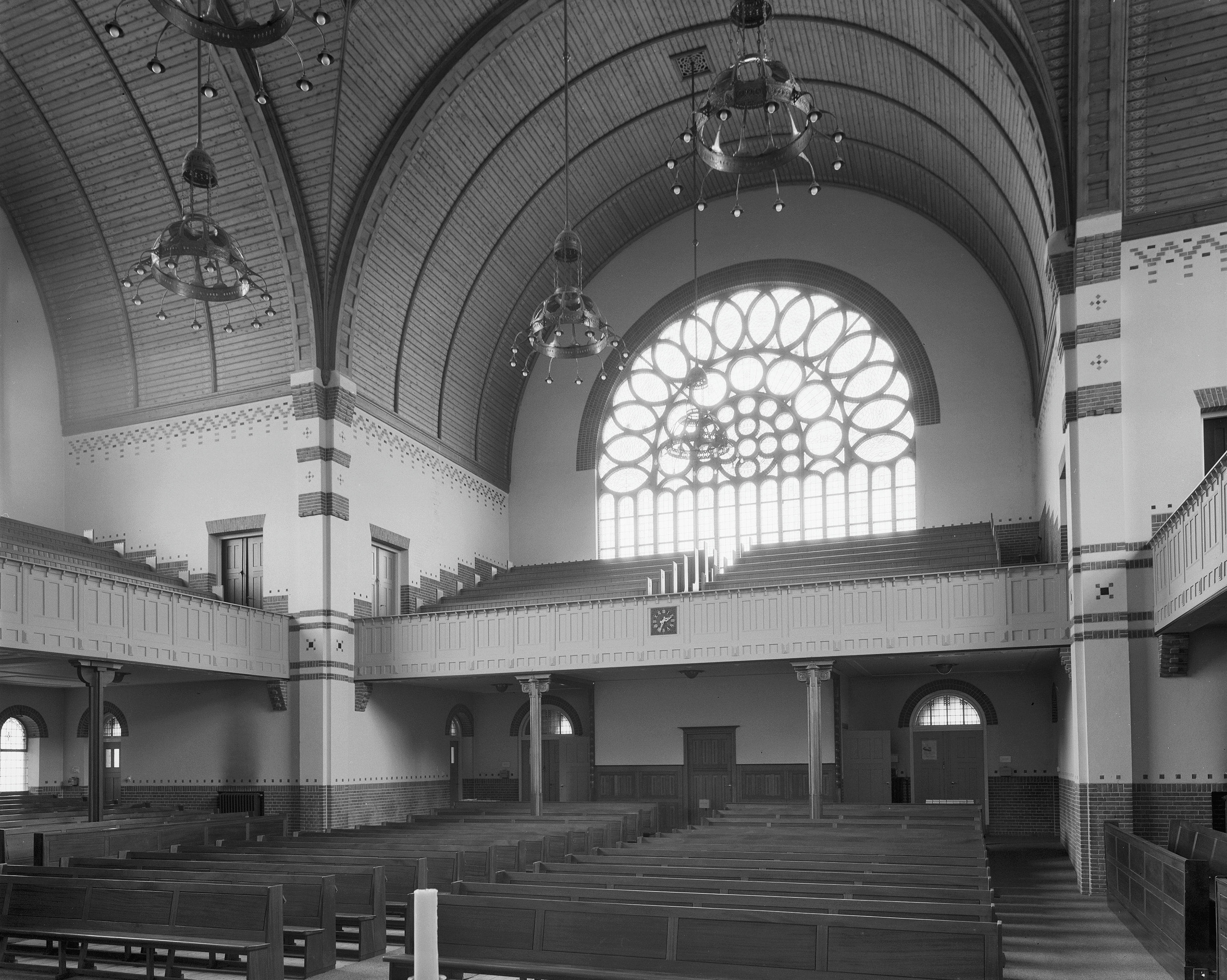
Interieur
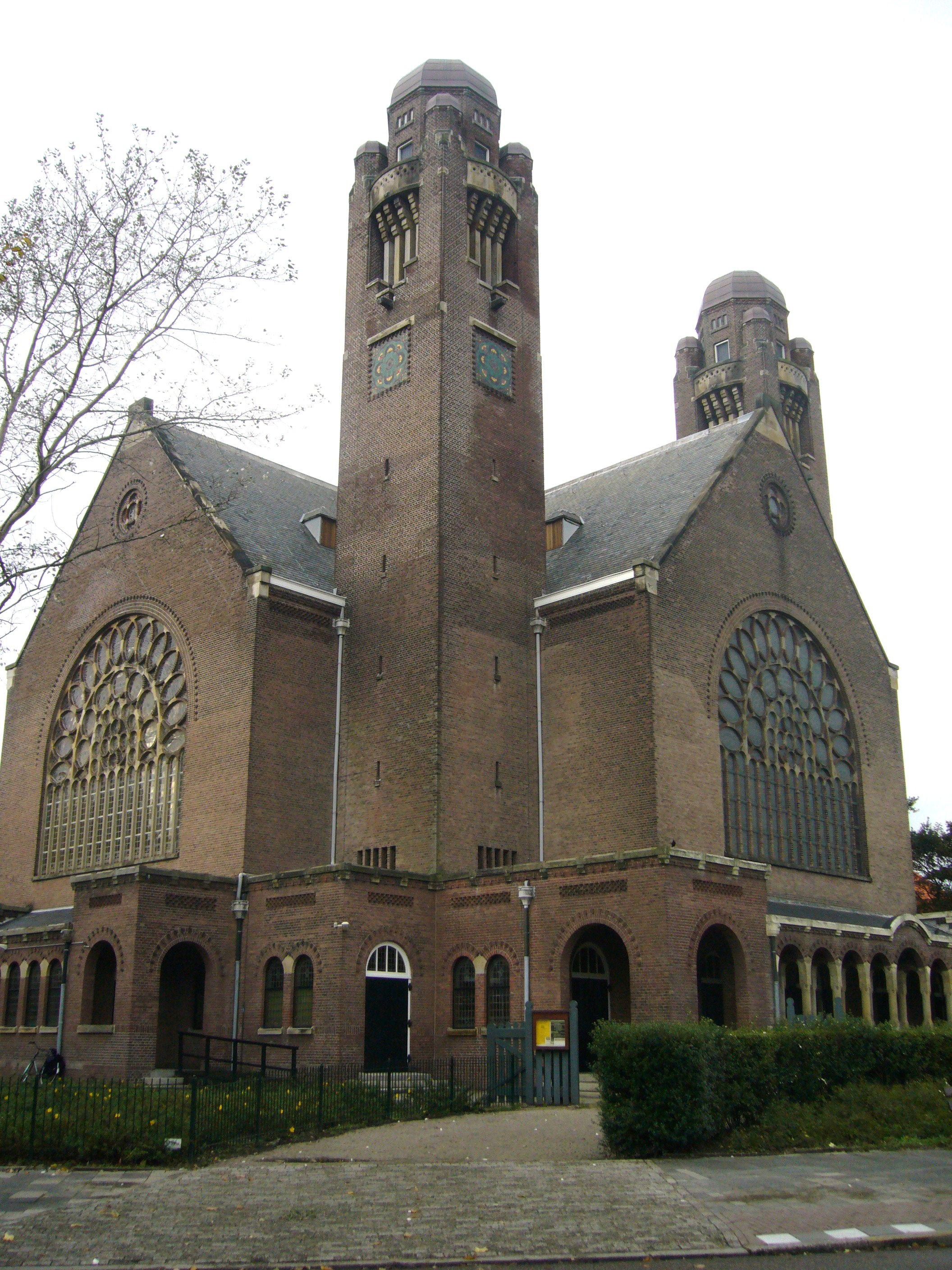
Nieuwe Badkapel

## Bron
- Schinkelshoek, J. (tekst), Roon, G. van (foto's) (2008) Zelfs vindt een mus een huis : Nieuwe Badkapel bijna honderd jaar kerk op Scheveningen. Scheveningen: Stichting Vrienden van de Oude Kerk en de Nieuwe Badkapel.

Abdijkerk van Loosduinen · 
Allerheiligst Sacramentskerk · 
Anglican Church of St. John and St. Philip · 
Antonius Abtkerk · 
Badkapel · 
Bethelkerk (Scheveningen) · 
Bethlehemkerk · 
Christus Triumfatorkerk · 
Duinoordkerk · 
Duinzichtkerk · 
Eben-Haëzerkerk · 
Onze Lieve Vrouw Onbevlekt Ontvangenkerk · 
Emmauskerk · 
Grote of Sint-Jacobskerk · 
Sint-Jacobus de Meerderekerk  · 
H.H. Engelbewaarderskerk · 
H.H. Jacobus- en Augustinuskerk · 
Hofkapel · 
H. Familiekerk · 
Julianakerk (Transvaalkwartier) · 
Prinses Julianakerk (Scheveningen) · 
Kerk van de H. Martelaren van Gorcum · 
Kerk van Eikenduinen · 
Kloosterkerk · 
Lourdeskapel · 
Lutherse kerk · 
Maranathakerk · 
Nieuwe Badkapel · 
Nieuwe Kerk ·
Onbevlekt Hart van Mariakerk ·
O.L.V. Hemelvaartkerk · 
O.L.V. van Goede Raadkerk · 
Oosterkerk · 
Oude Kerk · 
Paleiskerk · 
Pastoor van Arskerk · 
Pniëlkerk · 
Sint-Agneskerk · 
Sint-Josephkerk (1867) · 
Sint-Josephkerk (1886) · 
Sint-Marthakerk · 
Sint-Paschalis Baylonkerk · 
Sint-Theresia van Lisieuxkerk · 
Sint-Willibrorduskerk · 
Teresia van Avilakerk · 
Vredeskapel · 
Waalse Kerk · 
Wilhelminakerk (1908) · 
Wilhelminakerk (1954) · 
Willemskerk · 
Willibrorduskapel